# Le Secret de l'abbaye
Pour plus de détails, voir Fiche technique et Distribution.
Le Secret de l'abbaye est un téléfilm policier français réalisé par Alfred Lot sur un scénario d'Olivier Berclaz et Jean-Marc Taba et diffusé, pour la première fois, en Belgique, le 27 avril 2017 sur La Une, en Suisse, le 28 avril 2018 sur RTS Un et en France le 3 juin 2017 sur France 3 après avoir été initialement prévue le 6 mai 2017.

## Synopsis[2]
Le corps d'un homme est retrouvé suspendu par les pieds dans le cimetière de Montjoyer. Alex Lazzari, un gendarme local, est chargé d'enquêter mais il doit faire équipe avec Alicia Tirard de la section de recherche de Grenoble. La collaboration commence mal : Alex a coincé le fils délinquant d'Alicia, peu de temps avant. Côté enquête, l'homme n'est pas directement identifié mais l'autopsie les amène à penser qu'il pourrait s'agir d'un moine de l'Abbaye Notre-Dame d'Aiguebelle, proche du cimetière. Le corps est en effet identifié : c'est le frère Yves. La congrégation produit une liqueur de plantes. La légende veut qu'un élixir d'immortalité soit à l'origine de la liqueur. La mort du religieux serait-elle liée à son activité au sein de l'abbaye ?

## Fiche technique[3]
- Adaptation et dialogues :  Didier Le Pêcheur
- Directeur de la photographie : Simon Blanchard
- Premier assistant réalisateur : Martin Blum
- Sociétés de production : En voiture Simone et France Télévisions
- Directrices de production : Laëtitia Galouchko et Anne Moullahem
- Décors : Lise Peault
- Pays d'origine : France
- Langue originale : français
- Genre : policier
- Durée : 93 minutes[4].
- Dates de diffusion : 
  -  Belgique 27 avril 2017 sur La Une
  -  Suisse 28 avril 2017 sur RTS Un
  -  France 3 juin 2017 sur France 3

## Distribution[3]
- Bernard Yerlès : Alex Lazzari
- Fabienne Carat : Alicia Tirard
- Slimane Yefsah : Cassard
- Rio Vega : Raphaël, le fils d'Alicia
- Sophie Rodrigues : Justine Lazarri, l'ex-femme d'Alex
- Xavier Mathieu : Olivier Descotes
- Antoine Chappey : Dom Francis
- Marie-Christine Orry : Légiste Lanchon
- Cristelle Ledroit : La substitut du Procureur
- Martine Coste : Françoise Hugon
- Michel Bompoil : Simon Terruel
- Serge Biavan : Delarive
- Jean-Luc Borras : Demusan
- Élisabeth Commelin : Mathilde
- Bruno Riner : Frère Yves
- Charlotte Robin : Infirmière de Montélimar
- Marc Wilhelm : Gardien CEF
- Henri Guybet : Alphonse Monnet
- Sébastien Perez : Un pompier

## Tournage
Le téléfilm, d'abord intitulé Bonnaigue ou Fresange a été tourné du 10 janvier au 7 février 2017 à Montélimar, Narbonne et Lyon. L'Abbaye Sainte-Marie de Fontfroide a servi de décor pour le téléfilm.

## Réception critique
Le Figaro évoque un « suspense bien mené qui bénéficie d'une distribution solide », alors que Moustique le qualifie de « téléfilm classique mais accrocheur ».